# Premier League 2023-2024 (Somalia)
La Somali National League 2023-2024, anche nota come Heerka Kowaad ee Soomaali 2023-2024, è stata la quarantottesima edizione del massimo campionato di calcio della Somalia. La stagione è iniziata il 31 dicembre 2023 e si è conclusa il 7 agosto 2024. 
Il Gaadiidka è la squadra campione in carica, mentre il campionato è stato vinto dal Dekedda, al suo sesto titolo nazionale.

## Stagione

### Novità
Il campionato ha subito un cambio di formato, svolgendosi su due anni per la prima volta dalla stagione 2016-17, e aumentando il numero di partecipanti dagli 11 dell'edizione 2022 a 12. 
Al termine della scorsa stagione sarebbero dovute retrocedere Midnimo e Jeenyo Utd, che non avevano terminato la competizione, insieme con il KIGS, nono classificato, ma in virtù della riforma del campionato sono state riammesse alla massima serie. In aggiunta, è stato promosso il Raadsan, primo classificato in Heerka Koowaad.

### Formula
Le 12 squadre partecipanti giocano un girone all'italiana con partite di andata e ritorno, per un totale di 22 giornate. Alla fine del campionato, la squadra prima in classifica è campione di Somalia e si qualifica per la CAF Champions League 2024-2025, mentre le ultime due classificate vengono retrocesse in Heerka Koowaad.

## Squadre partecipanti
| Squadra         | Città      | Stagione precedente                      |
| --------------- | ---------- | ---------------------------------------- |
| Badbaado        | Mogadiscio | 7° in National League                    |
| Dekedda         | Mogadiscio | 3° in National League                    |
| Elman           | Mogadiscio | 5° in National League                    |
| Gaadiidka       | Mogadiscio | Campione di Somalia                      |
| Heegan          | Mogadiscio | 2° in National League                    |
| Horseed         | Mogadiscio | 4° in National League                    |
| Jeenyo Utd      | Mogadiscio | National League - stagione non terminata |
| KIGS            | Mogadiscio | 9° in National League                    |
| Midnimo         | Mogadiscio | National League - stagione non terminata |
| Mogadiscio City | Mogadiscio | 6° in National League                    |
| Raadsan         | Mogadiscio | 1° in Heerka Koowaad                     |
| Sahafi          | Mogadiscio | 8° in National League                    |

## Classifica
|                    | Pos. | Squadra         | Pt | G  | V  | N | P  | GF | GS | DR  |
| ------------------ | ---- | --------------- | -- | -- | -- | - | -- | -- | -- | --- |
| Somalia (bandiera) | 1.   | Dekedda         | 52 | 22 | 15 | 7 | 0  | 48 | 13 | +35 |
|                    | 2.   | Horseed         | 44 | 22 | 13 | 5 | 4  | 35 | 16 | +19 |
|                    | 3.   | Mogadiscio City | 43 | 22 | 12 | 7 | 3  | 39 | 16 | +23 |
|                    | 4.   | Elman           | 38 | 22 | 10 | 8 | 4  | 36 | 22 | +14 |
|                    | 5.   | Gaadiidka       | 36 | 22 | 10 | 6 | 6  | 42 | 30 | +12 |
|                    | 6.   | Heegan          | 33 | 22 | 9  | 6 | 7  | 38 | 26 | +12 |
|                    | 7.   | Jeenyo Utd      | 31 | 22 | 8  | 7 | 7  | 26 | 32 | -6  |
|                    | 8.   | Raadsan         | 23 | 22 | 6  | 5 | 11 | 29 | 42 | -13 |
|                    | 9.   | KIGS            | 18 | 22 | 4  | 6 | 12 | 30 | 40 | -10 |
|                    | 10.  | Badbaado        | 17 | 22 | 4  | 5 | 13 | 26 | 47 | -21 |
|                    | 11.  | Midnimo         | 16 | 22 | 4  | 4 | 14 | 31 | 47 | -16 |
|                    | 12.  | Sahafi          | 11 | 22 | 3  | 2 | 17 | 20 | 69 | -49 |

Legenda:
      Campione di Somalia e ammessa alla CAF Champions League 2024-2025.
 Retrocessione diretta.